# نيكول بيلوبت
نيكول بيلوبيت ولودت في 15 يونيو 1955 في باريس، هي عالمة قانون ومسؤولة حكومية وسياسية فرنسية.
بصفتها أستاذة جامعية، قامت بتدريس القانون قبل أن تصبح مديرة جامعية لأكاديمية ليموج، ثم لأكاديمية تولوز. كسياسية، شغلت منصب نائبة لعمدة مدينة تولوز بيير كوهين، ثم نائبة رئيس مجلس منطقة ميدي بيرينيه.
شغلت منصب عضو في المجلس الدستوري من عام 2013 إلى عام 2017، وفي نفس العام عَيّنت فيه كوزيرة للعدل في الحكومة الثانية لإدوارد فيليب تحت رئاسة إيمانويل ماكرون. لم تجدد ولايتها في حكومة جان كاستيكس في عام 2020.

## السيرة الذاتية

### العائلة
هي من سلالة آفيرونيز المقيمة في باريس، هي ابنة جورج بيلوبيه، مهندس من أسرة فلاحين متواضعة، وأمها كانت مديرة فندق صغير في باريس.

### التعليم
في عام 1978، حصلت نيكول بيلوبيه على درجة الماجستير في الدراسات العليا في القانون العام من جامعة بانتيون-آساس. منذ أول درس لها، شعرت بالشغف نحو مهنتها المستقبلية كأستاذة في القانون من خلال أرليت لوبيغر، (أستاذتها في تاريخ القانون). في العام التالي في نفس الجامعة، حصلت على درجة الماجستير في تاريخ القانون والتي تناولت قرارات وزير العدل في عام 1777. حصلت على درجة الدكتوراه في القانون في عام 1990 من جامعة بانتيون-سوربون، برسالة دكتوراه بعنوان "السلطات والعلاقات الهيكلية في الإدارة الفرنسية"، وترتيبها الثاني في مسابقة الأستاذية في القانون العام في عام 1992.

### الحياة العائلية
أصبحت أرملة بيير لورانت فرييه، أستاذ القانون العام في جامعة بانتيون-سوربون، في عام 2005. وقد استعادت حياتها الزوجية بعد ذلك. وهي أم لثلاثة أولاد.

## المسار المهني
عملت نيكول بيلوبيت كأستاذة جامعية وشغلت منصب مديرة أكاديمية لأكاديمية ليموج من عام 1997 إلى عام 2000، ثم لأكاديمية تولوز بين عامي 2000 و 2005. استقالت من المنصب الأخير احتجاجًا على قرارات حكومة جان بيير رافاران بتقليص عدد المعلمين وإلغاء الأعمال الشخصية الموجهة.
من عام 2000 إلى 2005، شغلت منصب رئيسة اللجنة الحكومية المشتركة لتعزيز المساواة بين الجنسين في الأنظمة التعليمية. في عام 2001، بناءً على طلب جاك لانغ، وزير التربية الوطنية آنذاك، قامت بكتابة تقرير بعنوان "ثلاثون إجراء لمكافحة العنف الجنسي في المؤسسات المدرسية"، ثم في عام 2002، قدمت تقريرًا ثانيًا يقدم ثلاثين إجراءًا لمستقبل المدرسة الثانوية.
تولت مهام تدريس القانون المجتمعي في معهد الدراسات السياسية في تولوز ابتداءً من الأول من فبراير 2008، وكانت أيضًا عضوة في مجلس الإدارة وباحثة في مختبر العلوم الاجتماعية للسياسة (LaSSP). شغلت منصب رئيسة مجلس إدارة معهد الدراسات السياسية في تولوز حتى تعيينها في الحكومة. شغل المنصب من بعدها فيليب بيلوفال، مستشار الدولة.

## النشاط السياسي

### البدايات

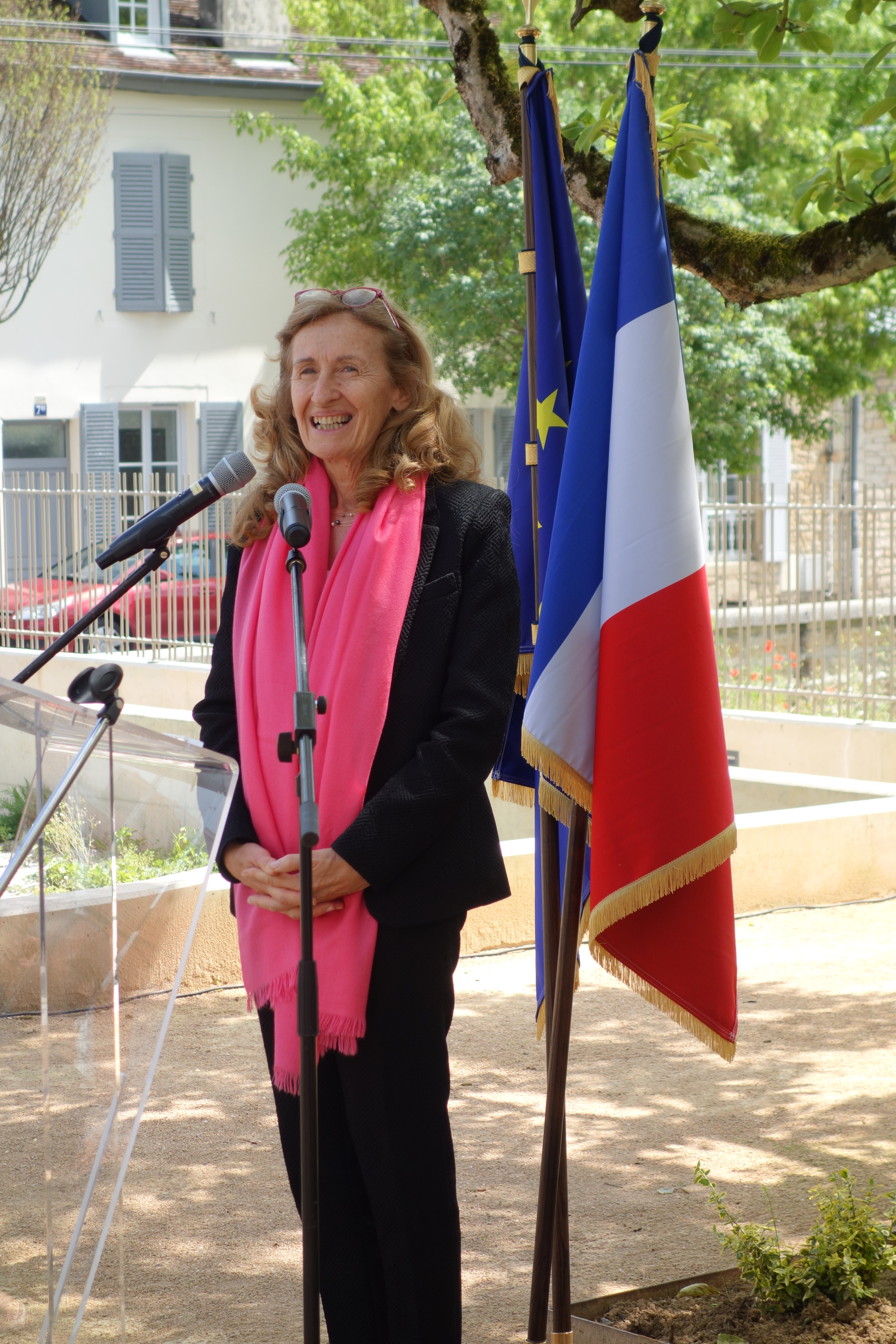
نيكول بلوبيت، وزيرة العدل، أثناء افتتاح موقع آن فرانك القضائي في لونس لو سونير

انضمت نيكول بيلوبيه إلى حزب الاشتراكيين في عام 1983. شاركت في انتخابات المجلس البلدي في عام 1989 في سان ريمي لي شيفروز، حيث خسرت بفارق قليل من الأصوات.
بعد انتخابات المجلس البلدي في عام 2008 (حيث كانت في البداية مرشحة لترشيح حزب الاشتراكيين)، أصبحت النائبة الأولى المسؤولة عن الثقافة في مدينة تولوز ضمن فريق عمدة المدينة بيير كوهين. انتخبت في مجلس منطقة ميدي بيرينيه في 21 مارس 2010 على قائمة الاشتراكيين بقيادة مارتان مالفي، حيث تولت منصب نائبة الأولى المسؤولة عن التعليم والتعليم العالي والبحث، وتركت منصبها كنائبة لعمدة تولوز ولكنها بقيت عضوة في المجلس البلدي.

### عضوية المجلس الدستوري
في 12 فبراير 2013، عيّنت من قبل جان بيير بيل رئيس مجلس الشيوخ، للعضوية في المجلس الدستوري لفترة تسع سنوات. خلفت في هذا المنصب جاكلين دو غيلنشميت، التي عيّنت في عام 2004. في 14 مارس من العام نفسه، أدت القسم أمام رئيس الجمهورية.
أصبحت أول امرأة أستاذة في القانون تُعيَّن عضوًا في المجلس الدستوري، وهي الامرأة السابعة التي تنضم لهذه المؤسسة. وفي هذا السياق، استقالت من جميع المناصب الانتخابية التي شغلتها.
في 30 مايو 2017، شاركت في مناقشة قرار بشأن سؤال دستوري أولوي (QPC) يؤدي إلى زيادة كبيرة في وقت التحدث المخصص في وسائل الإعلام لمرشحي حزب لا ريم عند انتخابات البرلمان.

### وزيرة العدل
في 21 يونيو 2017، عُيّنت وزيرة للعدل وحارسة الختم في حكومة إدوار فيليب (الثانية)، بديلاً عن فرانسوا بايرو. وعليه، غادرت المجلس الدستوري.
قامت بتقديم مشاريع القوانين المتعلقة بالثقة في الحياة السياسية.

في 19 نوفمبر 2017، في مقابلة مع جريدة "لو باريزيان"، أعادت نيكول بيلوبيه النظر في إحدى الإجراءات الرئيسية في مشروع القانون المتعلق بالنساء والقصر اللواتي يتعرضن للعنف الجنسي: "افتراض عدم القبول". صرحت الوزيرة بأنها تؤيد أن يكون سن الثالثة عشرة هو الحد الأدنى. 
لن يبدو لي ذلك غير معقول على الإطلاق، من وجهة نظر شخصية القانون في النهاية لا يضع حداً للعمر فيما يتعلق بموافقة جنسية، مما يترك مجالًا واسعًا لتفسير القاضي، الإكراه الأخلاقي أو المفاجأة تجاه قاصر يقل عمره عن 15 عامًا يمكن أن ينجم عن استغلال جهل الضحية وعدم توفر النضج أو التمييز اللازم.

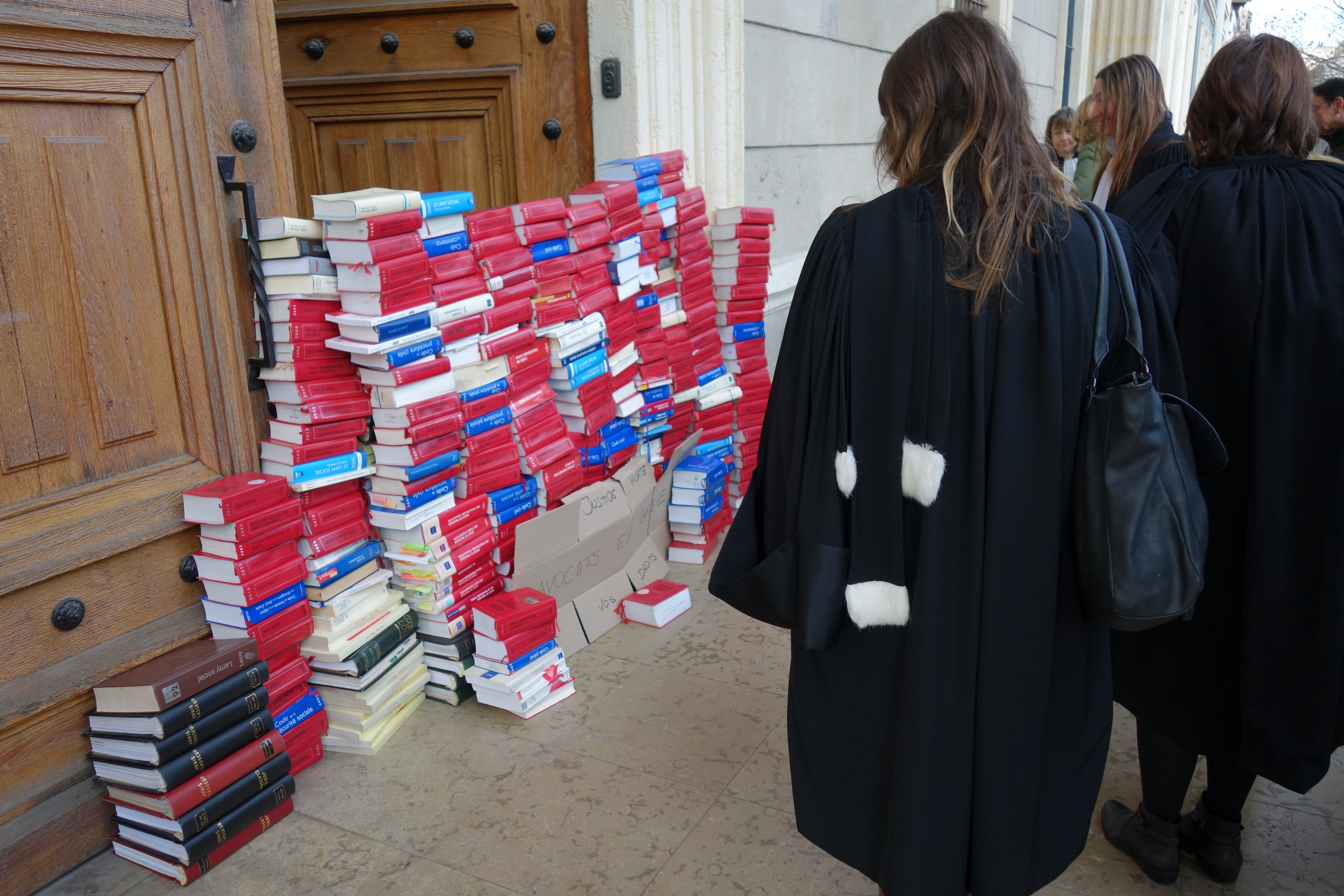
إضراب المحامين بفرنسا احتجاجا على الإصلاح من أجل العدالة.

في يناير 2018، واجهت تحديًا من قبل العاملين في السجون، احتجاجًا على ظروف عملهم. وكانت هذه أكثر أزمة حادة تشهدها السجون منذ الثمانينيات. تم بعد ذلك التوصل إلى اتفاق بين النقابة الرئيسية والحكومة يتعلق بإنشاء 1100 وظيفة وتخصيص 30 مليون يورو للتعويضات. تم التأكيد أيضًا على هدف إضافة 15000 مكانًا في السجون، كما وعد إيمانويل ماكرون خلال حملته الانتخابية (لمكافحة اكتظاظ السجون، حيث يوجد 70000 سجين لكن هناك 60000 مكان فقط). وفي النهاية، تم تحديد إضافة 7000 مكان إضافي مقررة عام 2022.
استعدت خلال ربيع 2018 مشروع قانون البرمجة 2018-2022 وإصلاح القضاء، مع زيادة في الميزانية بنسبة 3.9٪ مقارنة بالعام السابق. وقدمت إصلاحات للبنية القضائية وإجراءات لتقليل مدد القضاء المدني وإنشاء محكمة جنائية (على الرغم من أن هذا الأخير تم التخلي عنه في النهاية).
في سياق قضية بنالا، شككت في وظيفة لجنة التحقيق الشيوخية المرئية في مقال نشرته في سبتمبر 2018 في صحيفة "لو موند"، حيث اعتبرت أنها تعبر على مجال القضاء. وأكد العديد من القانونيين على العكس من ذلك، حيث أكدوا أن لجنة مجلس الشيوخ فقط تطبق القانون. في فبراير 2019، انتقدت توصيات لجنة القوانين في مجلس الشيوخ.
في 16 يوليو 2019، بعد استقالة فرانسوا دي روجي، أصبحت الرقم الثاني في الحكومة من حيث البروتوكول.
في أكتوبر 2019، بعد نشر صحيفة "لو كانار أنشينيه" لمذكرة سرية تفكر وزارتها في الاستمرار أو إلغاء وظائف قضاة التحقيق بناءً على نتائج الحزب الجمهوري في انتخابات 2020. جاءت هذه المذكرة في سياق الشكوك حول استقلال القضاء، مع تعيين مدعي عام باريس الجديد الذي تم مناقشته، وتعليق جزء من القانون الدستوري المتعلق باستقلال النيابة العامة والتفتيش الإعلامي في مقر حركة فرنسا الانتفاضية.
في 29 يناير 2020، بخصوص قضية ميلا، المتعلقة بتهديدات بالقتل تعرضت لها فتاة تبلغ من العمر 16 عامًا بشتم الإسلام والنبي، أشارت إلى أن الإساءة لدين هي انتهاك لحرية الضمير.
في مارس 2020، خلال الأزمة الصحية المرتبطة بجائحة فيروس كورونا، اتخذت عدة إجراءات لتكييف ظروف الحجر الصحي. أعلنت عن تشجيع الإفراج عن الآلاف من السجناء، بما في ذلك أولئك الذين اقتربوا من نهاية عقوبتهم، وعن تعليق تنفيذ عقوبات قصيرة الأجل. ومع ذلك، رفضت تنفيذ حركة إطلاق عامة للمعتقلين في الاحتجاز الاحتياطي، معارضةً بذلك عدة توصيات من الجمعيات والمؤسسات. في 26 مارس، أعلنت أن عشرة سجناء أصيبوا بفيروس كورونا.